# Symphonie no 5 de Chávez
Pour les articles homonymes, voir Symphonie no 5.
La cinquième symphonie ou Sinfonía para cuerdas (symphonie pour cordes) de Carlos Chávez a été composée en 1953.

## Genèse
Il s'agit d'une commande de la Fondation musicale Koussevitsky. L'œuvre est dédiée à la mémoire de Nathalie et Serge Koussevitsky.
Composée à Acapulco en septembre 1953, elle est créée en décembre 1953 par l'orchestre de chambre de Los Angeles sous la direction du compositeur.

## Mouvements
1. Allegro molto moderato
2. Molto lento
3. Allegro con brio

## Discographie
- L'orchestre symphonique national dirigé par Carlos Chávez, 1967 (CBS)
- L'orchestre symphonique de Londres dirigé par Eduardo Mata, 1981 (Vox).